# Priyanka
Priyanka Ramesh Kumar (ur. 15 lipca 2002) – indyjska zapaśniczka walcząca w stylu wolnym. Zajęła 23. miejsce na mistrzostwach świata w 2022.
Brązowa medalistka MŚ wojskowych w 2024 i 2025. Druga na mistrzostwach Azji U-23 w 2024. Trzecia na MŚ juniorów w 2022 roku.